# 3C 452
3سي 452 هيَ مجرة زايفرت تتواجد في كوكبة العظاءة.